# Yvonne van Gennip
Yvonne Maria Therèse van Gennip (Haarlem, 1 de mayo de 1964) es una deportista neerlandesa que compitió en patinaje de velocidad sobre hielo. 
Participó en tres Juegos Olímpicos de Invierno, obteniendo tres medallas de oro en Calgary 1988, en las pruebas de 1500 m, 3000 m y 5000 m, el quinto lugar en Sarajevo 1984 (3000 m) y el sexto en Albertville 1992 (3000 m).
Ganó tres medallas en el Campeonato Mundial de Patinaje de Velocidad sobre Hielo entre los años 1987 y 1989, y cinco medallas en el Campeonato Europeo de Patinaje de Velocidad sobre Hielo entre los años 1985 y 1991.

## Palmarés internacional
| Juegos Olímpicos   | Juegos Olímpicos             | Juegos Olímpicos  | Juegos Olímpicos      |
| Año                | Lugar                        | Medalla           | Prueba                |
| ------------------ | ---------------------------- | ----------------- | --------------------- |
| 1988               | Calgary (Canadá)             | Medalla de oro    | 1500 m                |
| 1988               | Calgary (Canadá)             | Medalla de oro    | 3000 m                |
| 1988               | Calgary (Canadá)             | Medalla de oro    | 5000 m                |
| Campeonato Mundial |                              |                   |                       |
| Año                | Lugar                        | Medalla           | Prueba                |
| 1987               | West Allis (Estados Unidos)  | Medalla de bronce | Clasificación general |
| 1988               | Skien (Noruega)              | Medalla de plata  | Clasificación general |
| 1989               | Lake Placid (Estados Unidos) | Medalla de bronce | Clasificación general |
| Campeonato Europeo |                              |                   |                       |
| Año                | Lugar                        | Medalla           | Prueba                |
| 1985               | Groninga (Países Bajos)      | Medalla de plata  | Clasificación general |
| 1986               | Geithus (Países Bajos)       | Medalla de plata  | Clasificación general |
| 1987               | Groninga (Países Bajos)      | Medalla de plata  | Clasificación general |
| 1988               | Kongsberg (Noruega)          | Medalla de bronce | Clasificación general |
| 1991               | Sarajevo (Yugoslavia)        | Medalla de bronce | Clasificación general |